# Icoana
Icoana è un comune della Romania di 2 012 abitanti, ubicato nel distretto di Olt, nella regione storica della Muntenia.
Il comune è formato dall'unione di 3 villaggi: Floru, Icoana, Ursoaia.